# Hệ thống tàu điện trên cao Bangkok

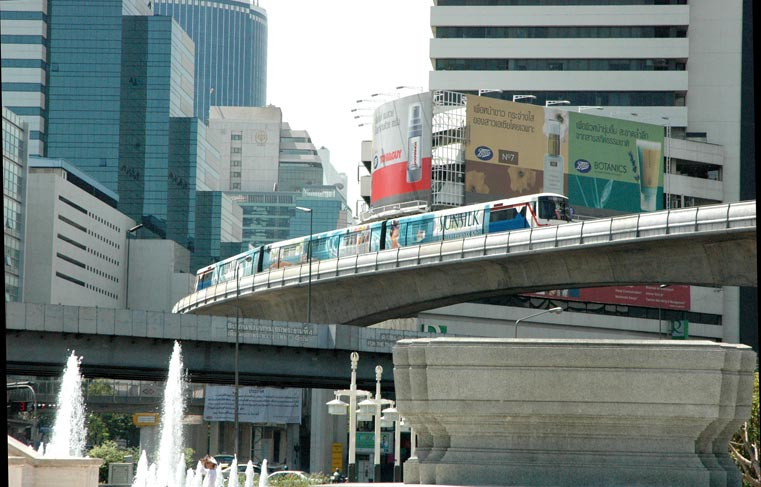
Một đoàn tàu Bangkok Skytrain trên tuyến Silom khi đi qua khu Patpong

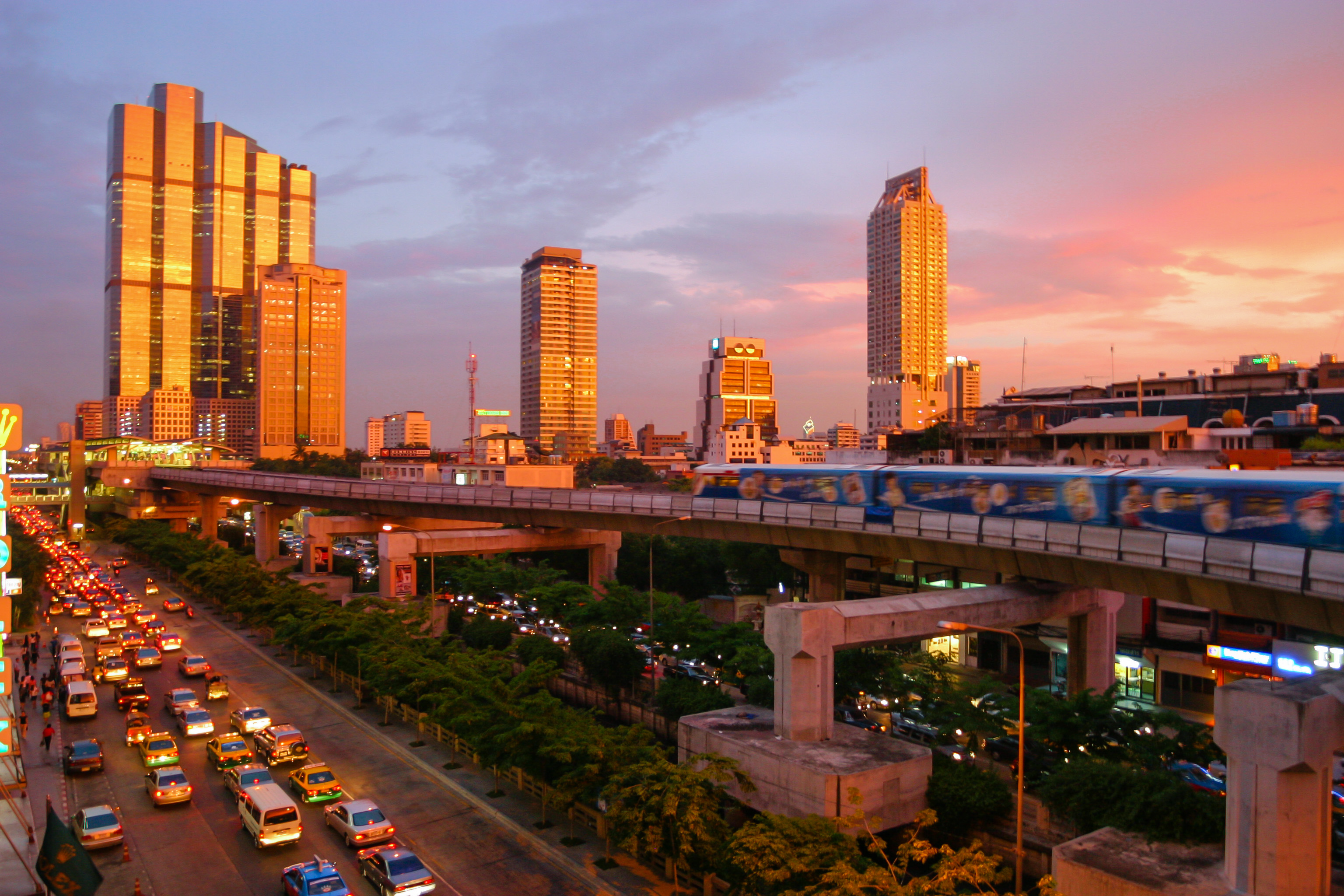

Bangkok Skytrain (tiếng Thái: รถไฟฟ้าบีทีเอส RTGS: rot fai fa), gọi tắt là BTS, là hệ thống tàu điện trên cao phục vụ cho Băng Cốc, Thái Lan. Đây là hệ thống giao thộng công cộng quốc doanh. Bangkok Skytrain có ba tuyến với 62 ga (tổng chiều dài 70,05 kilômét (43,53 mi)) và bắt đầu đi vào hoạt động từ năm 1999. Tuyến Sukhumvit nối khu vực Khu Khot với các khu vực phía Bắc và phía Đông Nam Bangkok, ga cuối tương ứng tại Khu Khot và Kheha. Tuyến Silom phục vụ cho tuyến đường Silom và Sathon, quận trung tâm hành chính Băng Cốc, ga cuối tại Sân vận động quốc gia và Bang Wa. Tuyến Gold chạy từ Krung Thon Buri đến Klong San và phục vụ cho Iconsiam. Các tuyến của Bangkok Skytrain cho đến nay chỉ có hai tuyến Silom và Gold hãy còn ngắn, nên mới chỉ phục vụ được đi lại tại khu vực trung tâm Bangkok. Kể từ khi đi vào hoạt động cho đến nay, chỉ có tuyến Sukhumvit là tuyến dài nhất trong hệ thống này.
Bên cạnh ba tuyến BTS, hệ thống tàu điện ngầm Băng Cốc bao gồm tuyến Tàu điện ngầm Bangkok (MRT) đi ngầm và trên cao, hệ thống xe buýt nhanh (BRT), và tuyến đường sắt liên kết sân bay (ARL), phục vụ nhiều nhà ga trước khi đến Sân bay quốc tế Suvarnabhumi, và Tuyến đỏ SRT thuộc Đường sắt Nhà nước Thái Lan.

## Hệ thống BTS
Ban đầu BTS có 23 nhà ga trên 2 tuyến: 17 trên Tuyến BTS Sukhumvit và 7 trên Tuyến Silom, cả hai tuyến giao nhau tại Siam. Sau đó, 30 nhà ga mở thêm trên tuyến Sukhumvit và 6 nhà ga trên tuyến Silom, 3 ga mới trên Tuyến Gold.
| Tuyến               | Ga            | Chiều dài [km] | Chiều dài [mi] | Ga cuối                         | Lượt khách mỗi ngày | Bắt đầu vận hành | Bắt đầu vận hành |
| Tuyến               | Ga            | Chiều dài [km] | Chiều dài [mi] | Ga cuối                         | Lượt khách mỗi ngày | Phần ban đầu     | Phần mở rộng     |
| ------------------- | ------------- | -------------- | -------------- | ------------------------------- | ------------------- | ---------------- | ---------------- |
| BTS Tuyến Sukhumvit | 47            | 53,58          | 33,29          | Khu Khot ↔ Kheha                |                     | 1999             | 2020             |
| BTS Tuyến Silom     | 14            | 14,67          | 9,12           | Sân vận động quốc gia ↔ Bang Wa |                     | 1999             | 2021             |
| MRL Tuyến Gold      | 3             | 1,72           | 1,07           | Krung Thon Buri ↔ Khlong San    |                     | 2020             | 2020             |
| Tổng                | 64 (2 shared) | 69,97          | 43,48          |                                 | 655,991             |                  |                  |